# سيد هادي (اسماعيلية)
سيد هادي (بالفارسية: امامزاده‌سیدهادی) هي قرية وتقع في إيران في قسم إسماعيلية الريفي.